# Louise af Nederlandene
Louise af Nederlandene (nederlandsk: Wilhelmina Frederika Alexandrina Anna Louise; svensk: Vilhelmina Fredrika Alexandra Anna Lovisa) (5. august 1828 – 30. marts 1871) var en nederlandsk prinsesse, der var dronning af Sverige og Norge fra 1859 til 1871 som ægtefælle til Kong Karl 15.
Louise var datter af Prins Frederik af Nederlandene (1797-1881) og Louise af Preussen (1808-1870).

## Ægteskab og børn
Den svenske kronprins Carl besøgte Nederlandene i august 1849 og mødte der prinsessen. Forlovelsen blev offentliggjort i februar 1850, og de to blev gift den 19. juni 1850.
Parret fik to børn Louise (1851-1926), som senere giftede sig med Frederik 8. af Danmark, og Carl Oscar (1852-1854).